# Alois Edgar Rauchenegger

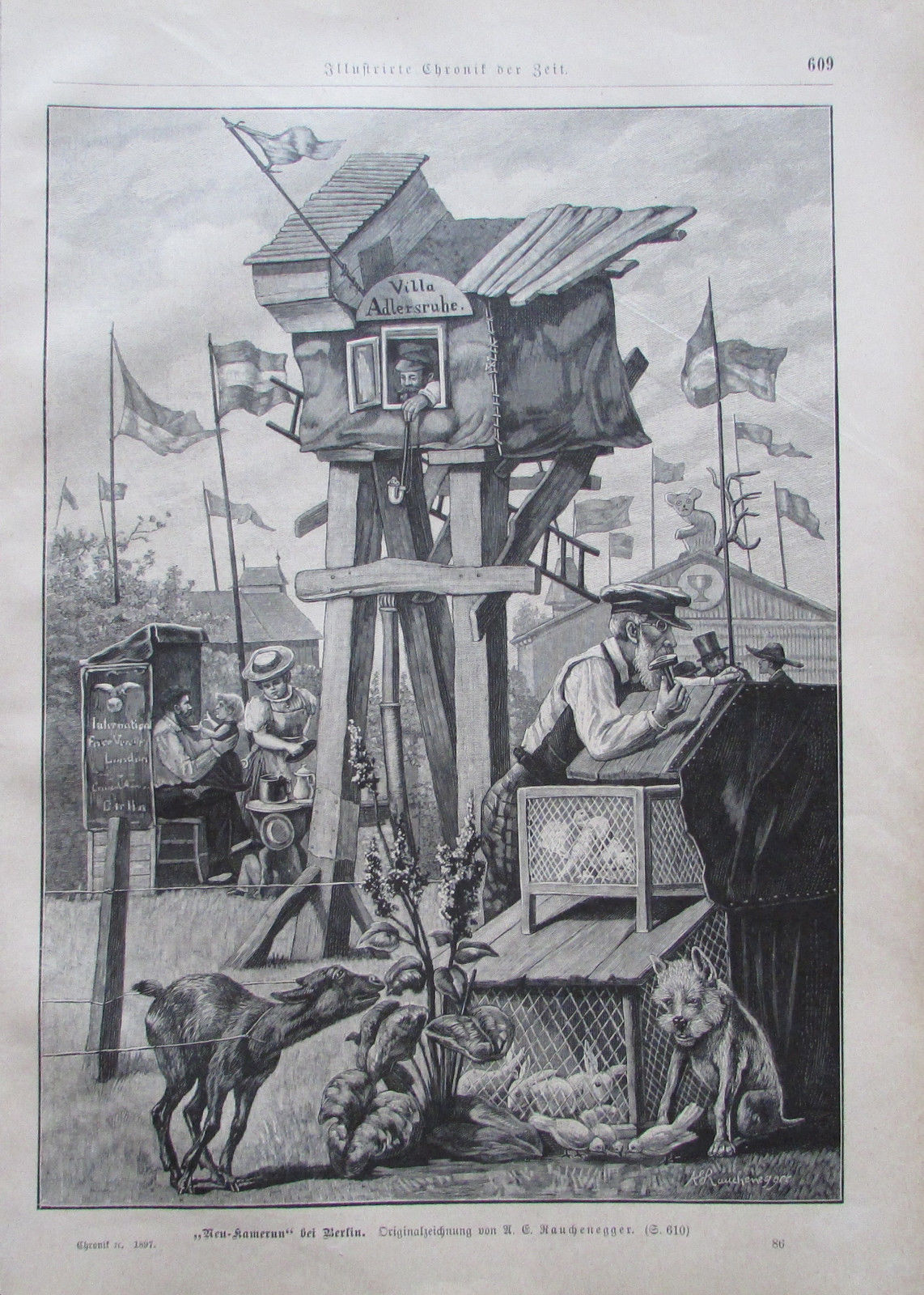
Neu-Kamerun bei Berlin

Alois Edgar Rauchenegger (* 18. Februar 1861 in Turin; † 31. Oktober 1908 in Pankow) war ein deutscher Tiermaler.

## Leben
Alois Edgar Rauchenegger war ein jüngerer Bruder Benno Raucheneggers. Er besuchte das Maximiliansgymnasium in München und studierte an den Kunstakademien in Stuttgart und München; zu seinen Lehrern gehörte Wilhelm von Diez. In den Jahren 1883/84 hielt er sich in Rom auf. Auf der Internationalen Kunstausstellung im Glaspalast in München 1883 war eine Elchjagd Raucheneggers zu sehen.
Neben seinen Tiergemälden gestaltete Rauchenegger auch Exlibris. Bilder Raucheneggers wurden als Illustrationen für Emma Truberg-Knaudts Kinderbuch Die Kinder auf Karlshagen. Auf dem Lande verwendet, das 1909 in Schwerin erschien. Die Zeitschrift Über Land und Meer druckte Zeichnungen Raucheneggers ab.